# EARLY TIMES 1976-77
『EARLY TIMES 1976-77』（アーリー・タイムス いちきゅうななろく なななな）は、1981年12月25日に発売された大貫妙子の1枚目のベスト・アルバム。

## 概要
大貫妙子にとって初のベスト・アルバム。A面はファースト・アルバム『Grey Skies』からの選曲、B面はセカンド・アルバム『SUNSHOWER』からの選曲＋アルバム未収録シングル1曲＋カップリング曲1曲という構成になっている。
ソロになって最初のシングル「明日から、ドラマ」は本作でアルバム初収録となった。なお本作は、LPレコードとカセットテープのみで、CD単体としては発売されていない。レコーディングには元シュガー・ベイブのメンバーや、YMOのメンバーが参加している。

## 収録曲
- 全作詞・作曲: 大貫妙子

### Side A
1. 時の始まり
編曲: 山下達郎
  - ファースト・アルバム『Grey Skies』収録曲。
2. Wander Lust
編曲: 坂本龍一
  - ファースト・アルバム『Grey Skies』収録曲。
3. 愛は幻
編曲: 山下達郎
  - ファースト・アルバム『Grey Skies』収録曲。
4. 街
編曲: 細野晴臣、大貫妙子
  - ファースト・アルバム『Grey Skies』収録曲。
5. When I Met The Grey Sky
編曲: 矢野誠
  - ファースト・アルバム『Grey Skies』収録曲。

### Side B
1. Summer Connection（サマー・コネクション）
編曲: 坂本龍一
  - セカンド・シングルA面曲。セカンド・アルバム『SUNSHOWER』収録曲。
2. 部屋
編曲: 坂本龍一
  - 「サマー・コネクション」B面曲。アルバム初収録。
3. 何もいらない
編曲: 坂本龍一
  - セカンド・アルバム『SUNSHOWER』収録曲。
4. 都会
編曲: 坂本龍一
  - セカンド・アルバム『SUNSHOWER』収録曲。
5. 明日から、ドラマ
編曲: 松任谷正隆
  - ファースト・シングルA面曲。アルバム初収録。

## 参加ミュージシャン

### Side A
- Drums: 上原裕、林立夫、かしぶち哲郎
- Bass: 寺尾次郎、田中章弘
- Guitar: 山下達郎、鈴木茂、細野晴臣、中野督夫、佐藤信彦
- Keyboards: 坂本龍一、山下達郎、佐藤博、矢野誠
- Percussion: 斉藤ノブ、浜口茂外也、山下達郎
- Trombone: 向井滋春、板谷博、塩村修
- Chorus: 山下達郎、大貫妙子

### Side B
- Drums: クリス・パーカー
- Bass: 後藤次利、細野晴臣
- Guitar: 渡辺香津美、大村憲司、松木恒秀
- Keyboards: 坂本龍一、松任谷正隆、今井裕
- Percussion: 斉藤ノブ
- Saxophone: 清水靖晃
- Chorus: 山下達郎、大貫妙子

## 参考資料
- 特集：大貫妙子～日本のポップス史を代表する女性SSW – billboard JAPAN
- シティポップ（再）入門：大貫妙子 – Real Sound